# لیگ برتر فوتسال زنان ایران ۱۳۹۳
لیگ برتر فوتسال زنان ایران ۱۳۹۳ بالاترین لیگ فوتسال بانوان در ایران است که در اسفندماه ۱۳۹۳ به پایان رسید. ۱۱ تیم در این دوره از لیگ شرکت داشتند که در پایان تیم ملی حفاری اهواز به مقام قهرمانی این مسابقات رسید.
در جدول بهترین گلزنان لیگ برتر هم سارا شیربیگی از تیم سپیدرود رشت با ۱۰ گلی که در دیدار آخر مقابل یاران جوان بندرعباس به ثمر رساند، با ۶۷ گل زده بدون رقیب عنوان خانم گلی لیگ برتر فوتسال را به خود اختصاص داد. تیم سپیدرود رشت هم توانست با به ثمر رساندن ۱۶۴ گل زده، عنوان بهترین خط آتش لیگ برتر را از آن خود کند. در این مسابقات ۸۸۲ گل از خطوط دروازه ها گذشت و بهترین خط دفاع نیز به تیم ملی حفاری اهواز با ۴۱ گل خورده اختصاص دارد.

## رده‌بندی پایانی
| رتبه | تیم                 | امتیاز |
| ---- | ------------------- | ------ |
| ۱    | ملی حفاری اهواز     | ۵۴     |
| ۲    | سپیدرود رشت         | ۵۲     |
| ۳    | دانشگاه آزاد        | ۵۲     |
| ۴    | کاسپین قزوین        | ۳۷     |
| ۵    | پالایش نفت آبادان   | ۲۹     |
| ۶    | یاران جوان بندرعباس | ۲۸     |
| ۷    | راه آهن تهران       | ۲۳     |
| ۸    | شهرداری زنجان       | ۱۷     |
| ۹    | بازرگانی نوشهر      | ۱۵     |
| ۱۰   | هیات فوتبال شهریار  | ۶      |
| ۱۱   | انصار ولایت تبریز   | ۵      |